# Миљенко Викић
Миљенко Викић (Дубровник, 10. јун 1931 — Дубровник, 30. октобар 2020) био је хрватски балетни плесач, кореограф и филмски глумац.

## Биографија
Балетну школу похађао је у Београду, где је студирао глуму на Академији за филмску и позоришну уметност а био је ангажован у Балету Народног позоришта 1950–53. Потом је плесао у Сарајеву и Ријеци, а 1958. ангажован је у загребачком ХНК-у.
Свестрани плесач карактерног, класичног и модерног израза, истакао се у балетима:
- Чудесни мандарин (Б. Бартóк)
- Ромео и Јулија (С. С. Прокофјев), кореографија Д. Парлић)
- Ђаво у селу (Ф. Лхотка)
- Пепељуга (Прокофјев)
- Хелоти (И. Бркановић, кореографија Пиа и Пино Млакар)
- Балада о мјесецу луталици (Душан Радић, кореографија М. Сањина)
- Тророги шешир (М. де Фалла, кореографија Ф. Адрет)
- Човјек пред зрцалом (М. Келемен)
- Посљедња улога (И. Куљерић, кореографија Н. Бидјин и С. Кастл)
- Петар Пан (Б. Бјелински, кореографија Н. Лхотка)
- Враголаста дјевојка (Ф. Херолд, кореографија Н. Диxон)

Кореографисао је балете:
- Карневал илузија (Б. Бјелински)
- Макар Чудра (П. Коњовић)
- Цармен (Г. Бизет – Р. К. Шчедрин)
- Паписа Ивана (Ј. С. Бацх, Б. Папандопуло)
- Кентаур XII (А. Кабиљо).

## Филмографија
Глумац |
| Глумац | ▲ |
| ------ | - |

|           | Назив       |
| --------- | ----------- |
| 1949      | Барба Жване |
| 1970-te ▲ |             |
| 1972      | Жива истина |